# Osama al-Muwallad
Osama Al-Muwallad , né le 16 mai 1984 à Djeddah, est un footballeur international saoudien, évoluant au poste de Défenseur.

## Carrière
Formé à l'Ittihad FC, Al-Muwallad commence sa carrière professionnelle en 2001. Petit à petit, il obtient du temps de jeu et fait ses débuts en équipe d'Arabie saoudite en 2004. Le 5 octobre 2004, il inscrit son premier but en sélection nationale contre la Syrie en match amical.
Après une saison 2009-2010 où il joue très peu, il revient en force l'année suivante et parvient à être sélectionné pour la Coupe d'Asie des nations 2011. Al-Muwallad joue l'ensemble des matchs des saoudiens comme titulaire. Cependant, l'Arabie saoudite est éliminé dès le premier tour.
Après cette déconvenue, Al-Muwallad est mis de côté et ne joue aucun match lors de l'année 2012 avant de revenir en 2013.

## Palmarès
- Vainqueur de la Ligue des champions de l'AFC en 2004 et 2005
- Champion d'Arabie saoudite en 2003, 2007 et 2009
- Vainqueur de la Ligue des champions arabes en 2005